# Swobnica (stacja kolejowa)
Swobnica – zamknięta i zlikwidowana stacja kolejowa w Swobnicy, w powiecie gryfińskim, w województwie zachodniopomorskim, w Polsce.